# Katusice
Obec Katusice se nachází v okrese Mladá Boleslav, kraj Středočeský. Rozkládá se asi jedenáct kilometrů severozápadně od Mladé Boleslavi. Žije zde 842 obyvatel.

## Historie
První písemná zmínka o obci pochází z roku 1352. 

### Územněsprávní začlenění
Dějiny územněsprávního začleňování zahrnují období od roku 1850 do současnosti. V chronologickém přehledu je uvedena územně administrativní příslušnost obce v roce, kdy ke změně došlo:
- 1850 země česká, kraj Jičín, politický okres Mladá Boleslav, soudní okres Bělá[4]
- 1855 země česká, kraj Mladá Boleslav, soudní okres Bělá[4]
- 1868 země česká, politický okres Mnichovo Hradiště, soudní okres Bělá[4]
- 1939 země česká, Oberlandrat Jičín, politický okres Mnichovo Hradiště, soudní okres Bělá pod Bezdězem[5]
- 1942 země česká, Oberlandrat Praha, politický okres Mladá Boleslav, soudní okres Bělá pod Bezdězem[6]
- 1945 země česká, správní okres Mnichovo Hradiště, soudní okres Bělá pod Bezdězem[7]
- 1949 Liberecký kraj, okres Doksy[8]
- 1960 Středočeský kraj, okres Mladá Boleslav[9]

### Rok 1932
Ve vsi Katusice s 678 obyvateli v roce 1932 byly evidovány tyto úřady, živnosti a obchody: poštovní úřad, telegrafní úřad, telefonní úřad, četnická stanice, katolický kostel, nákladní autodoprava, 2 autodrožky, biograf Sokol, cihelna, obchodník s dobytkem, elektrotechnické potřeby, 2 holiči, hospodářské družstvo, 2 hostince, klempíř, 2 koláři, konsum, 2 kováři, 2 krejčí, obchod s obuví Baťa, 2 obuvníci, pekař, obchod s lahvovým pivem, pokrývač, realitní kancelář, 14 rolníků, 2 řezníci, 2 sedláři, 2 obchody se smíšeným zbožím, okresní hospodářská záložna, stavitel, výroba hospodářských strojů, 2 šrotovníky, trafika, 2 truhláři, 2 obchody se zemskými plodinami.

## Pamětihodnosti
- Kostel Nanebevzetí Panny Marie na náměstí Budovatelů. Již v 14. století byl v Katusicích farní chrám, v 16. století byl postaven znovu v pozdní gotice a tehdy bratrský, za protireformace byl barokně obnoven a vyhořel roku 1847 po zásahu bleskem. Občané si postavili roku 1853 nový kostel podle tehdy populárního architektonického proudu ve slohu novogotickém.
- Socha svatého Jana Nepomuckého
- Usedlost čp. 12, bývalý dvůr Krouských

## Osobnosti
- Jan Krouský (1814–1876), dlouholetý starosta a poslanec zemského sněmu se zásluhami o zvelebení hospodářství na Mladoboleslavsku

## Doprava
Silniční doprava
Obcí procházejí silnice II/259 Mladá Boleslav – Katusice – Mšeno - Dubá a silnice II/272 Benátky nad Jizerou – Bezno – Katusice – Bělá pod Bezdězem.
Železniční doprava
Katusice leží na železniční trati Mladá Boleslav – Mělník v úseku, který je v jízdním řádě uváděn v tabulce 064. Jedná se o jednokolejnou regionální trať, doprava byla na trati zahájena roku 1905. Dopravní zatížení trati mezi Mšenem a Mladou Boleslaví v roce 2011 činilo obousměrně 7 osobních vlaků. Na území obce leží mezilehlá dopravna D3 Katusice a železniční zastávka Trnová.
Autobusová doprava
V obci zastavovaly v květnu 2011 autobusové linky jedoucí do těchto cílů: Bělá pod Bezdězem, Bezno, Mladá Boleslav, Praha.

## Části obce
- Katusice
- Doubravice
- Spikaly
- Trnová
- Valovice

Od 1. ledna 1980 do 23. listopadu 1990 k obci patřila i Sudoměř.

## Galerie

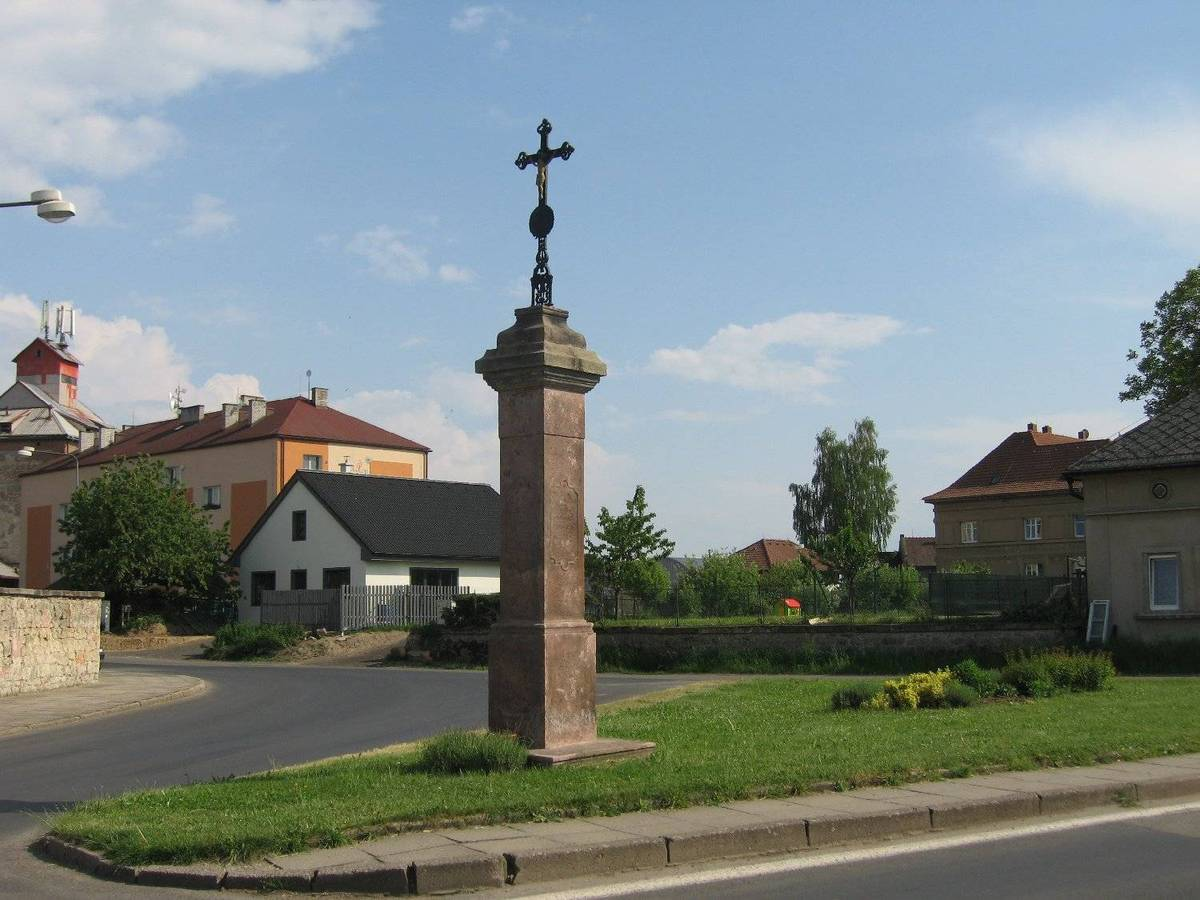
Kříž u silnice v obci
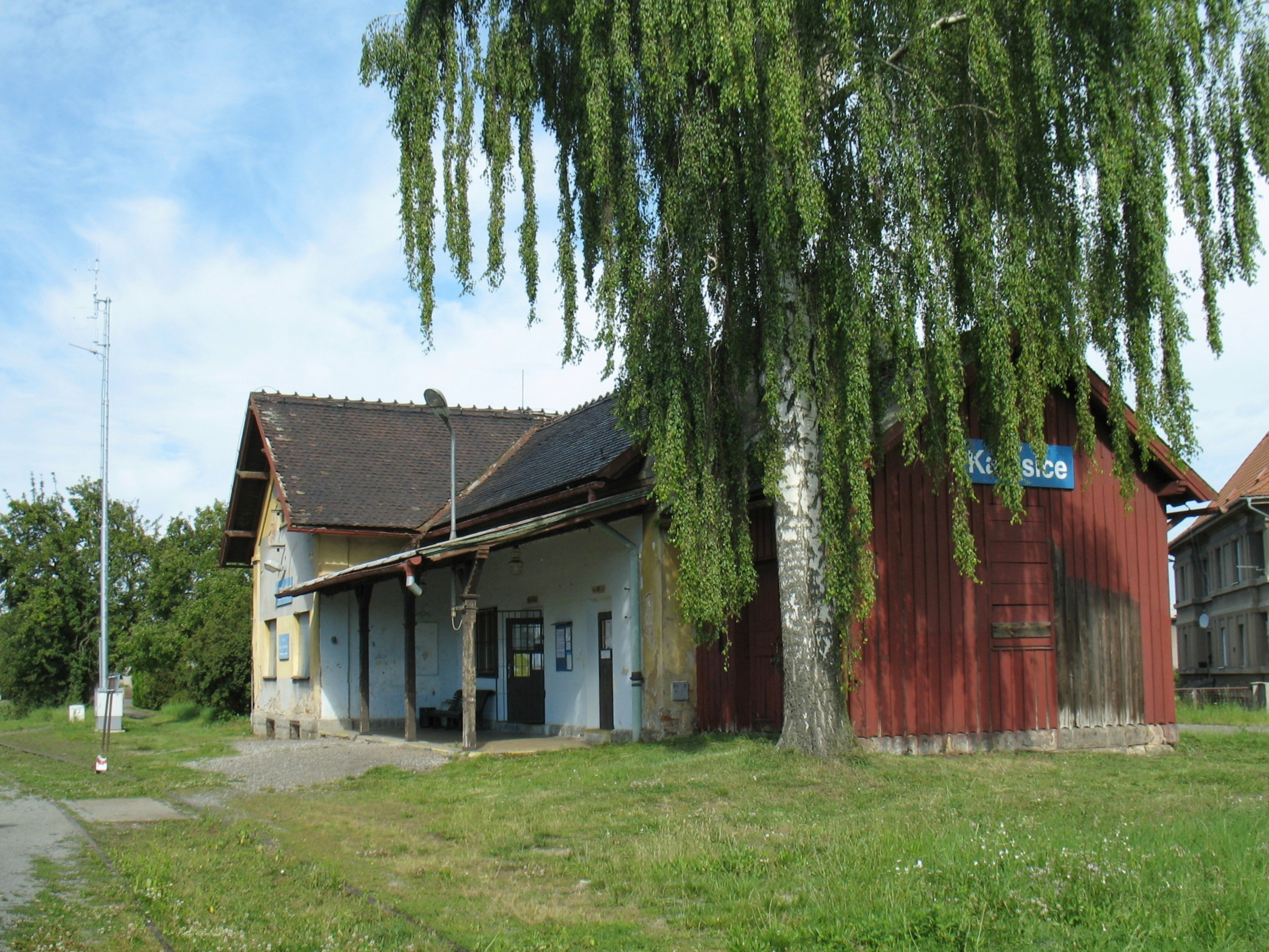
Nádraží na tratí Mělník – Mladá Boleslav
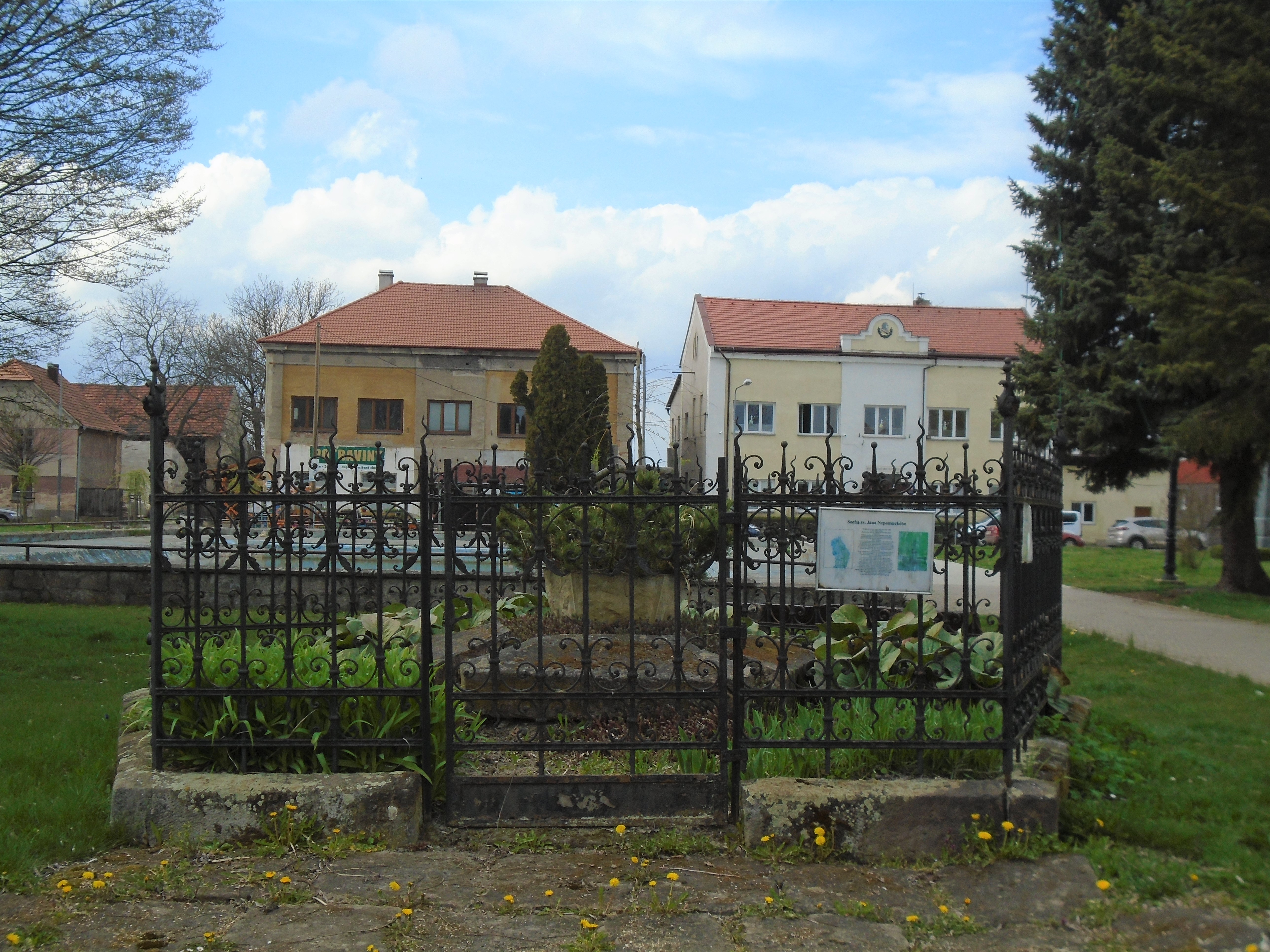
Náměstí Budovatelů
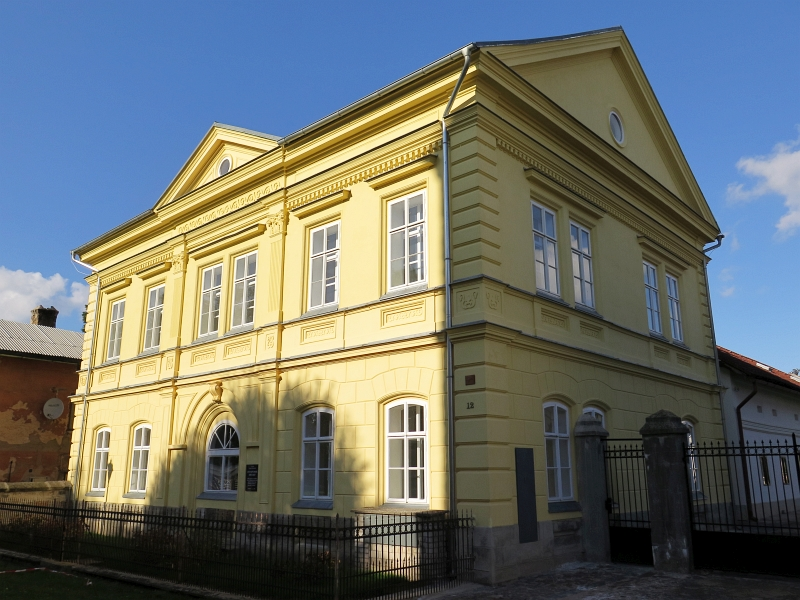
Klasicistní dům na náměstí
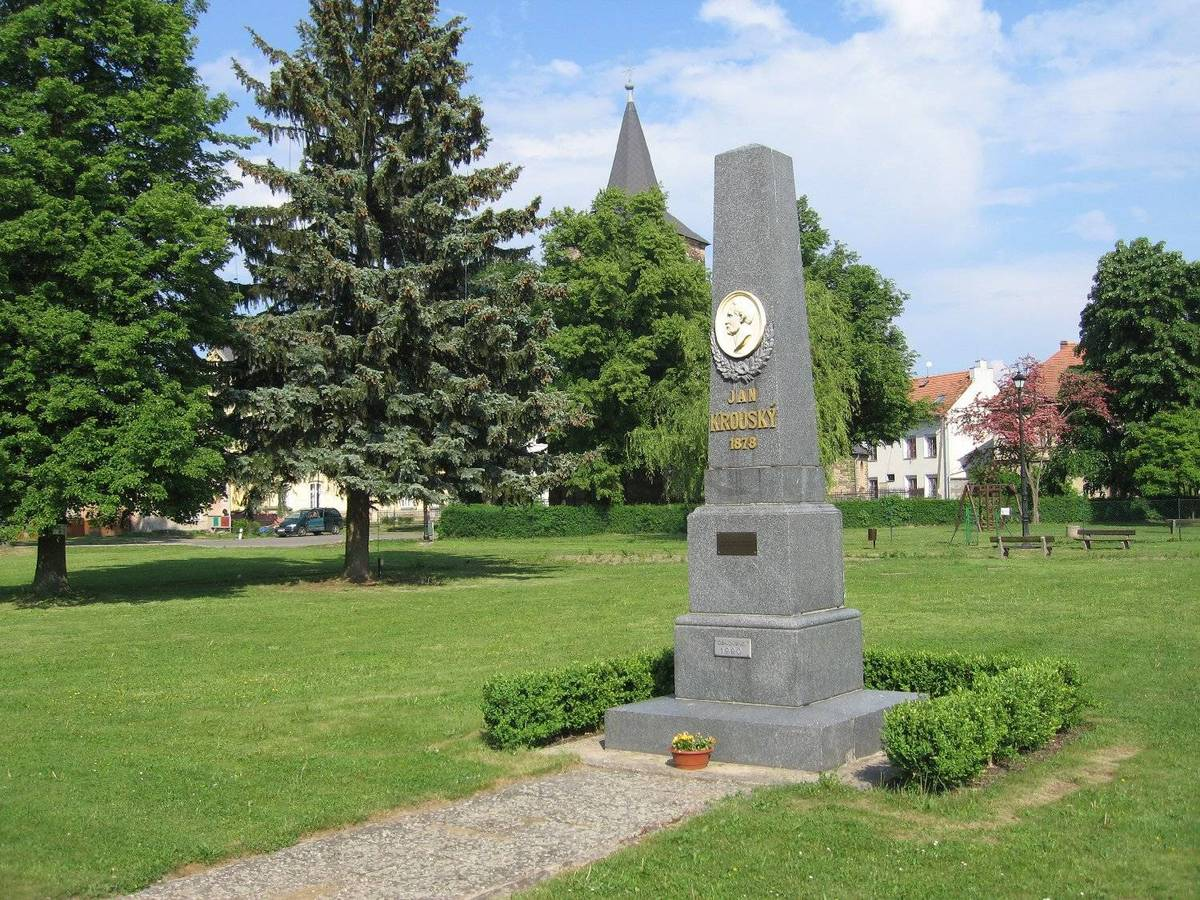
Pomník Jana Krouského